# Webquest

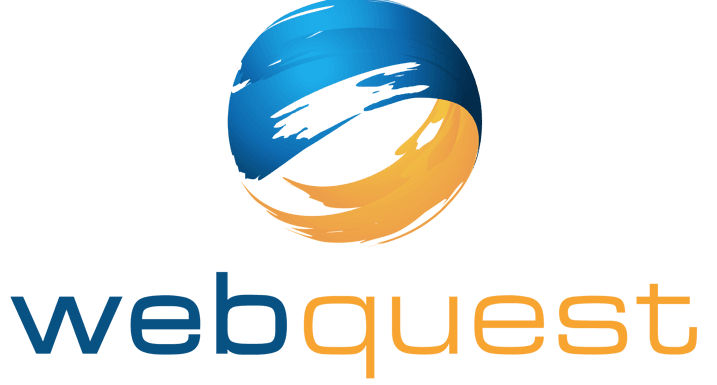
Logo Wrbquest

WebQuest je badatelsky orientovaná výuková aktivita, při níž žáci informace, s nimiž pracují, získávají především z internetových zdrojů. Aktivity mohou být vytvořeny pomocí různých programů, mohou být i ve formě dokumentu vytvořeném v jednoduchém textového editoru,  který obsahuje odkazy na webové stránky.

## Charakteristické vlastnosti
WebQuest se odlišuje od jiných výukových aktivit, využívajících k vyhledávání a zpracování úkolů internet, čtyřmi charakteristickými vlastnostmi. Za prvé, je založen na výuce ve třídě. Za druhé, zdůrazňuje myšlení na vyšší úrovni (zahrnuje analýzu, tvořivost, nebo kritiku), nejde tedy jen o pouhé získávání informací. Za třetí, učitel předvybírá zdroje, s důrazem na jejich informační obsah, aby nedocházelo k pouhému shromažďování informací. A za čtvrté, většina WebQuestů jsou skupinové práce s úkolem často rozděleným pro více rolí.

## Struktura
WebQuest je tvořen 6 základními částmi. Obsahuje úvod (motivační popis), úkol, postup, zdroje, hodnocení a závěr. Prvotní Webquesty  měly složku hodnocení označovanou jako pokyny.

### Úkol (výukové cíle + očekávané výstupy)
Zadání úkolu je formálním popisem toho, co studenti vytvoří v rámci  WebQuestu. Úkol by měl být smysluplný a zábavný. Stanovení a popis úkolu je nejobtížnější a  nejkreativnější částí při  tvoření WebQuestu.

### Postup
Jednotlivé kroky, které by studenti měli splnit, aby dosáhli cíle jímž je splnění úkolu. Je výhodné podpořit písemný postup několika příklady.

### Zdroje
Uvedeny jsou zdroje, které by studenti měli použít při zpracování úkolů. Poskytování těchto přesných zdrojů pomáhá zaměřit se na zpracování informací spíše než na jejich pouhé umístění. Je dobré začlenit odkazy online vyhledávačů přímo u daných kroků v postupu, tím budou využitelnější, než pokud by byly přiloženy jako dlouhý seznam jinde. Využití off-line zdrojů, jako je např. účast na přednáškách, návštěvy různých míst, může výrazně přispět k zvýšení zájmu studentů.

### Hodnocení
Popisuje způsob, jakým budou výsledky žáků hodnoceny. Hodnocení by mělo být spravedlivé, jasné, konzistentní a konkrétní dle stanovených úkolů.

### Závěr
Čas vyhrazený pro reflexi a diskusi o možných rozšířeních WebQuestu.